# Pistoria siwiensis
Pistoria siwiensis är en fjärilsart som beskrevs av Tite 1962. Pistoria siwiensis ingår i släktet Pistoria och familjen juvelvingar. Inga underarter finns listade i Catalogue of Life.